# The Ghost of Tom Joad
The Ghost of Tom Joad je jedanaesti studijski album Brucea Springsteena, objavljen 1995. Album je snimljen u Thrill Hillu tijekom proljeća i ljeta 1995.
Album je uglavom temeljen na akustičnoj gitari, a tekstovi mnogih pjesama su mračni opisi života u sredini devedesetih u Americi i Meksiku. Tom Joad je protagonist romana Plodovi gnjeva Johna Steinbecka. Springsteen je izjavio kako ga je isprva inspirirao istoimeni film Johna Forda snimljen po romanu.
Naslovnu pjesmu kasnije su obradili Rage Against the Machine i Junip.
Album je popraćen Springsteenovom akustičnom turnejom Ghost of Tom Joad Tour.

## Popis pjesama
Tekstovi i glazba: Bruce Springsteen. 
| 1.    | »The Ghost of Tom Joad«         | 4:23 |
| 2.    | »Straight Time«                 | 3:25 |
| 3.    | »Highway 29«                    | 3:39 |
| 4.    | »Youngstown«                    | 3:52 |
| 5.    | »Sinaloa Cowboys«               | 5:14 |
| 6.    | »The Line«                      | 3:17 |
| 7.    | »Balboa Park«                   | 3:19 |
| 8.    | »Dry Lightning«                 | 3:30 |
| 9.    | »The New Timer«                 | 5:45 |
| 10.   | »Across the Border«             | 5:24 |
| 11.   | »Galveston Bay«                 | 5:04 |
| 12.   | »My Best Was Never Good Enough« | 2:00 |
| 50:16 |                                 |      |

## Popis izvođača
- Bruce Springsteen – bas, klavijature, harmonika, vokali, producent
- Marty Rifkin – steel gitara
- Danny Federici - čembalo, klavijature
- Gary Mallaber – bubnjevi
- Garry Tallent – bas
- Jennifer Condos – bas
- Jim Hanson – bas
- Soozie Tyrell – violina, prateći vokali
- Patti Scialfa – prateći vokali
- Lisa Lowell – prateći vokali
- Toby Scott – tehničar
- Anton S. Trees - pomoćni tehničar
- Greg Goldman – pomoćni snimatelj
- Terry Magovern – istraživanje
- Sandra Choron – omot
- Alexander Vitlin - fotograf
- Eric Dinyer – omot
- Pam Springsteen – fotografkinja interijera

## Vanjske poveznice
- Tekstovi s albuma i audio isječci  Arhivirana inačica izvorne stranice od 17. svibnja 2008. (Wayback Machine)